# 村田太志
村田 太志（むらた たいし、1982年5月13日 - ）は、日本の男性声優。高知県出身。アクロスエンタテインメント所属。

## 略歴
中学生の頃は野球漬けの毎日だったが、体を壊して野球ができなくなった時に、陸上部に移ったという。その時に出会ったアニメ好きの同級生と仲良くしていくうちにアニメを観るようになり、どのキャラクターをどの声優が演じているというのを調べていくうちに憧れていったと語る。
人物が出しているのかという声に驚くこともあり、「声の芝居だけで人を魅了するのがすごいな」と感じていた。野球部の時は娯楽は無知だったが、陸上部に移り、心が解き放たれた時にブワーッと入ってきたという。当時はあかほりさとる原作の『MAZE☆爆熱時空』が流行していたが、関智一の声を聞き、その声のイメージではもっとカブいた感じの人物が演じているイメージだったという。しかし実際に関の写真を見るとギャップがあり、「そこもいいじゃん！」と感じていた。その後は漫画のキャラクターに声をあてていたという。
進路相談の時、親に「声優の道に進みたい」と告白したところ猛反対される。高校3年生の夏、部活が終わった頃に高校を中退し、アルバイトでお金を貯めていたという。アルバイトとしては最初はほぼ雑務のような感じだったが、仕事は多岐に渡り、書類を整理したり力仕事をしたり、簡単なバイクの整備もしたという。その後は配送センターで仕分けをするなど、1日中働いていたという。
大阪アニメーター学院出身。中々声の芝居の要領がつかめず、半ば断念していたが、ふと思い立ち「リスタートするなら東京だな」ともう一度お金を貯めて、東京で違う声優養成所に入り直したという。

## 人物
方言は土佐弁、関西弁。
デビュー間もない頃、前に出られない性格だったため、所属事務所社長に「バンジーでも飛んで度胸を付けて糧にし、声優道を歩んでいけ」と言われ、バンジージャンプを飛びに行った。また、バンジージャンプを飛ぶまでの過程を収めた動画も投稿され、結果『遊☆戯☆王ZEXAL』で初メインキャラクターを演じるに至った。
L'Arc〜en〜CielのKenが歌う「T.P.I.T.P.」のMVにバックダンサーとして出演している。
特技は野球。趣味は音楽鑑賞。

## 出演
太字はメインキャラクター。

### テレビアニメ
2009年
- 夢色パティシエール（林ニクラス）

2011年
- うさぎドロップ（クルクル毛）
- 君と僕。（男子生徒2）
- GOSICK -ゴシック-（生徒A、ドイツ人の少年、村人B、村人、生徒B、従者B、紳士B、ブロワ侯爵の部下C、ブロワ侯爵の部下、男）
- 侵略!?イカ娘（客、記録係）
- 戦国☆パラダイス -極-（大谷吉継）
- たまゆら〜hitotose〜（彼氏）
- 夏目友人帳 参（カップルの男、男子生徒）
- HIGH SCORE（羽柴嵐士）
- 遊☆戯☆王ZEXAL（2011年 - 2012年、等々力委員長〈等々力孝〉） - 2シリーズ
- よんでますよ、アザゼルさん。（バンダナ、救護隊員）
- リングにかけろ1 世界大会編（イタリアJr.代表A、マフィアA、大会役員A）

2012年
- エウレカセブンAO（次官補、パイロット、機動隊員B、ナカムラの部下A、州兵A、メカニック、ジェイジェイ、記者、作業員A、男性オペレーター）
- カンピオーネ! 〜まつろわぬ神々と神殺しの魔王〜（キャスター）
- ギルティクラウン（男子生徒、野村将一郎）
- 銀河へキックオフ!!（2012年 - 2013年、出川、田中純、小林蹴球団選手、選手、根常ガッツ選手、外国人選手）
- 恋と選挙とチョコレート（運営A）
- CØDE:BREAKER（運転手）
- さくら荘のペットな彼女（2012年 - 2013年、宮原大地）
- シャイニング・ハーツ 〜幸せのパン〜（兵士）
- 好きっていいなよ。（男子生徒、アナウンス）
- 絶園のテンペスト（2012年 - 2013年、兵士A、報道カメラマン）
- ちはやふる（生徒、男子選手、男）
- トータル・イクリプス（軍曹B、山本伍長）
- To LOVEる -とらぶる- ダークネス（2012年 - 2015年、男子生徒達、教師、ブラディクス、男子生徒B、ごーごーバキュームくんA） - 2シリーズ
- はぐれ勇者の鬼畜美学（戦技教官）
- FAIRY TAIL（2012年 - 2016年、乗組員、デネブ、スナイパー・ドレイク、巨人、スナイパー祖父 他） - 2シリーズ
- メタルファイト ベイブレード ZEROG（少年B、ブレーダーB）
- リトルバスターズ!（男子生徒C、生徒B、ピーちゃん）
- ROBOTICS;NOTES（審判）

2013年
- AKB0048 next stage（客A）
- きんいろモザイク（男子生徒）
- 踊り子クリノッペ（王子）
- 俺の彼女と幼なじみが修羅場すぎる（山本、男子生徒A、男子生徒B、ゾンビ、観客A）
- ぎんぎつね（筧由貴）
- 銀の匙 Silver Spoon（2013年 - 2014年、御茶の水太郎、三年生） - 2シリーズ
- 幻影ヲ駆ケル太陽（男子生徒）
- ゴールデンタイム（2013年 - 2014年、店員、男子生徒B、男性信者1、コバ）
- 琴浦さん（男子生徒A）
- 翠星のガルガンティア（リジット副官）
- ストライク・ザ・ブラッド（2013年 - 2014年、騎士、シュトラ・D）
- ダイヤのA（2013年 - 2020年、宮内啓介、麻生尊、梵、セイイチ、高橋誠 他） - 3シリーズ
- D.C.III 〜ダ・カーポIII〜
- ダンボール戦機WARS（有馬トオル）
- とある科学の超電磁砲S（不良、ジャッジメント）
- ドラえもん（テレビ朝日版第2期）（お米屋さん）
- 凪のあすから（2013年 - 2014年、新村和也、青年会A、青年団A）
- はたらく魔王さま！（警察官、コンビニ店員、強盗）
- ビーストサーガ（運転手、グエール、ジーダム、イグアス）
- ファンタジスタドール（配達員）
- ふたりはミルキィホームズ（赤怪盗）
- 変態王子と笑わない猫。（告白男子）
- WHITE ALBUM2（電車アナウンス）
- 機巧少女は傷つかない（乗客A、男子生徒C、教授、黒子D、警備員C、警備員B、学生C、鴉）
- ミス・モノクローム -The Animation-（2013年 - 2015年、宇宙人、ヤンキー、アームレスリング実況、司会者 他） - 3シリーズ
- よんでますよ、アザゼルさん。Z（チキやん、ユウ、キジ悪魔、純天使）
- ロウきゅーぶ!SS（店員、審判、係員）
- ログ・ホライズン（2013年 - 2021年、アイゼル、ギーロフ、カーユ、キリヴァ、桜縞） - 3シリーズ

2014年
- アルドノア・ゼロ（2014年 - 2015年、カーム・クラフトマン） - 2シリーズ / 2025年に総集編『アルドノア・ゼロ（Re+）』劇場上映
- オレカバトル（戦士タンタ）
- ガンダム Gのレコンギスタ（2014年 - 2015年、レッセル・ブラン、スタッフ）
- キャプテン・アース（秋本アキラ）
- 健全ロボ ダイミダラー（マイケル）
- 恋旅〜True Tours Nanto（友人A）
- 四月は君の嘘（2014年 - 2015年、観客、男子生徒）
- SHIROBAKO（小野寺、橋本、就活生）
- 白銀の意思 アルジェヴォルン（兵士）
- 星刻の竜騎士（男子生徒A）
- 精霊使いの剣舞（観客）
- 天体のメソッド（生徒）
- 東京喰種トーキョーグール（草場一平）
- 七つの大罪（カイル騎士団長）
- ノブナガ・ザ・フール（ドゥーエ・パイロット、福操縦士、ドンレミ村の子B）
- 幕末Rock
- 風雲維新ダイ☆ショーグン（武士C）
- ブラック・ブレット（警官A）
- ベイビーステップ（2014年 - 2015年、丸尾栄一郎） - 2シリーズ
- 鬼灯の冷徹（獄卒）
- 龍ヶ嬢七々々の埋蔵金（警官A、クラスメイトA、宅配人）
- ロボカーポリー（キャンプ）

2015年
- アルスラーン戦記（兵士）
- 温泉幼精ハコネちゃん（冬哉）
- がっこうぐらし!（男子生徒A）
- 機動戦士ガンダム 鉄血のオルフェンズ（2015年 - 2017年、ノルバ・シノ） - 2シリーズ
- GANGSTA.（トリスタン）
- Go!プリンセスプリキュア（古芝ナオト）
- ご注文はうさぎですか??（使用人B、使用人、ゾンビA）
- 実は私は（チーフ職員）
- 下ネタという概念が存在しない退屈な世界（若者A、男子生徒C、ストーカーA、男子A、男子B、群れた布地A、善導課職員B）
- 純潔のマリア（傭兵C）
- 食戟のソーマ（2015年 - 2020年、伊武崎峻） - 6シリーズ
- 新あたしンち（若者(1)）
- スタミュ（広報部員）
- すべてがFになる THE PERFECT INSIDER（浜中深志）
- 探偵歌劇 ミルキィホームズ TD（記者③）
- デュラララ!!×2（四十万博人）
- ノラガミ ARAGOTO（唱弥）
- ハイキュー!! シリーズ（2015年 - 2020年、木葉秋紀、温川良明、沼尻凛太郎、男B） - 3シリーズ
- ハイスクールD×D BorN（ゼファードル・グラシャラボラス）
- バトルスピリッツ 烈火魂（紫華原神次郎）
- VALKYRIE DRIVE -MERMAID-（まもりの父親）
- ぱんきす!2次元（笛ボーイ）
- ミカグラ学園組曲（生徒）

2016年
- アクティヴレイド -機動強襲室第八係-（八条司稀） - 2シリーズ
- ALL OUT!!（2016年 - 2017年、江文優）
- おしえて! ギャル子ちゃん（ネト郎）
- 境界のRINNE（沫悟）
- 斉木楠雄のΨ難（2016年 - 2018年、高橋） - 2シリーズ
- 12歳。〜ちっちゃなムネのトキメキ〜（トモヤ） - 2シリーズ
- 双星の陰陽師（2016年 - 2017年、額塚篤）
- ノルン+ノネット（男2）
- バトルスピリッツ ダブルドライブ（ザルク）
- プリンス・オブ・ストライド オルタナティブ（永福武志、実況）
- 魔法少女育成計画（小雪の父）

2017年
- 南鎌倉高校女子自転車部（トッツィー、係員）
- ドラゴンボール超（2017年 - 2018年、アラク、カイ）
- 龍の歯医者
- 亜人ちゃんは語りたい（たっくん）
- “栄光なき天才たち”からの物語（水泳部員A）
- 正解するカド（野村三彦）
- ID-0（ゼファ）
- メイドインアビス（2017年 - 2022年、ジルオ） - 2シリーズ
- 異世界はスマートフォンとともに。（ガルン）
- Just Because!（相馬陽斗）
- TSUKIPRO THE ANIMATION（2017年 - 2021年、宗像廉、廉） - 2シリーズ
- 遊☆戯☆王VRAINS（ハノイの騎士）

2018年
- 覇穹 封神演義（高友乾）
- 続 刀剣乱舞-花丸-（後藤藤四郎）
- クラシカロイド（相田）
- spiritpact（欧陽陽）
- 学園ベビーシッターズ（熊塚悟）
- ガンダムビルドダイバーズ（マギー）
- ソードアート・オンライン オルタナティブ ガンゲイル・オンライン（2018年 - 2024年、ジェイク） - 2シリーズ
- ゾイドワイルド（ヒジキ）
- ソードアート・オンライン アリシゼーション（ウォロ・リーバンテイン）
- キャプテン翼（第4作）（2018年 - 2024年、反町一樹、石田鉄男、カルボナーラ、マイヤー、つよし、ブラウン 他） - 2シリーズ

2019年
- 転生したらスライムだった件（2019年 - 2024年、クーガー、フリッツ） - 2シリーズ
- さらざんまい（一稀の父、コウ）
- ワンパンマン（疾風のウィンド）
- 星合の空（門脇守）

2020年
- 宝石商リチャード氏の謎鑑定（吾妻秀則）
- おしりたんてい（ゲコヘイ）
- グレイプニル（田口）
- かぐや様は告らせたい シリーズ（2020年 - 2022年、風野団長） - 2シリーズ
- あひるの空（司）
- 炎炎ノ消防隊 弐ノ章（パンダ）
- キングスレイド 意志を継ぐものたち（2020年 - 2021年、アザル）
- 禍つヴァールハイト -ZUERST-（ダミアン・サントス）

2021年
- 86-エイティシックス-（2021年 - 2022年、クジョー・ニコ） - 2シリーズ
- ブルーピリオド（石井啄郎）
- 境界戦機（2021年 - 2022年、I-LeS ナユタ） - 2シリーズ
- ロード・エルメロイII世の事件簿 -魔眼蒐集列車 Grace note- 特別編（カイミア・エンピリアン）

2022年
- ハコヅメ〜交番女子の逆襲〜（紺野）

2023年
- シュガーアップル・フェアリーテイル（サミー・ジョーンズ）
- 【推しの子】（ぴえヨン）
- EDENS ZERO（ウィザード）
- 名探偵コナン（福井純也）

2024年
- 百千さん家のあやかし王子（妹尾正）
- Lv2からチートだった元勇者候補のまったり異世界ライフ（金髪勇者）
- WIND BREAKER（2024年 - 2025年、榎本健史） - 2シリーズ
- Re:Monster（ゴブ治→ホブ治→セイ治）
- 鬼滅の刃 柱稽古編
- 小市民シリーズ（サカガミ）
- 異世界失格（サブ）
- 村井の恋（山田先生）

2025年
- SAKAMOTO DAYS（タツ〈銀髪男〉）
- Dr.STONE SCIENCE FUTURE（マックス・アダムス） - 2シリーズ

### 劇場アニメ
2010年代
- トワノクオン（2011年、オペレーター7）
- 青の祓魔師 ―劇場版―（2012年）
- 劇場版 あの日見た花の名前を僕達はまだ知らない。（2013年、客1）
- 劇場版 とある魔術の禁書目録 -エンデュミオンの奇蹟-（2013年、クロウ4）
- 言の葉の庭（2013年）
- アキの奏で（2015年、太鼓奏者）
- 心が叫びたがってるんだ。（2015年、三嶋樹）
- 遊☆戯☆王 THE DARK SIDE OF DIMENSIONS（2016年）
- 劇場版 マジンガーZ / INFINITY（2018年、職員）
- モンスターストライク THE MOVIE ソラノカナタ（2018年、坂本龍馬）
- Gのレコンギスタ I 行け！コア・ファイター（2019年、レッセル・ブラン）

2020年代
- 海辺のエトランゼ（2020年、橋本駿）
- 劇場版 美少女戦士セーラームーンEternal（2021年、アルテミス）
- THE FIRST SLAM DUNK（2022年、桑田登紀）
- 劇場版 美少女戦士セーラームーンCosmos（2023年、アルテミス）

### OVA
2013年
- アークIX（エリオット・ラークス）
- 史上最強の弟子ケンイチ（部下） - 単行本第54巻OVA付き特装版
- じょしらく（漫画家） - 単行本第5巻OAD付き特装版

2014年
- 翠星のガルガンティア 〜めぐる航路、遥か〜 前編（リジットの部下）
- ダイヤのA（ジャンボ、マサハル） - コミックス第44・45巻DVD付き限定版
- ノゾ×キミ（村上） - コミックス第4巻 - 第6巻DVD付き限定版
- 無邪気の楽園（男子） - コミックス第6巻 特典DVD
- リトルバスターズ! EX（生徒B）

2015年
- コードギアス 亡国のアキト 第3章「輝くもの天より堕つ」（青年将校A）
- 山賊ダイアリー リアル猟師奮闘記（岡本） - 単行本第６巻特装版
- To LOVEる -とらぶる- ダークネス（撮レビアン、警備員、不良） - コミックス第13・16巻限定版に付属
- ハイスクールD×D NEW（エロス神） - DX.1 BD付限定版

2016年
- 食戟のソーマ タクミの下町合戦（伊武崎峻） - コミックス第18巻DVD付き限定版
- OVA スタミュ 第1巻（広報部員）

2020年
- ストライク・ザ・ブラッド（2020年 - 2022年、シュトラ・D） - 2シリーズ
- アルドノア・ゼロ EP24.5:雨の断章 -The Penultimate Truth-（2025年、カーム・クラフトマン）

### Webアニメ
- 機動戦士ガンダム サンダーボルト（2015年、キース・マイヤーズ）
- スカイガールズ「釣りバカ瑛花さん」（2015年、温泉客）
- モンスターストライク（2016年、坂本龍馬）
- A.I.C.O. Incarnation（2018年、水瀬一樹[54]）
- ベイブレードバースト ガチ（2019年、瑠璃川ジョー）
- ガンダムビルドダイバーズRe:RISE（2019年 - 2020年、マギー） - 2シリーズ
- 斉木楠雄のΨ難 Ψ始動編（2019年、プレイヤーD、高橋）
- 爆丸アーマードアライアンス（2020年 - 2021年、アジット[55]）
- ガンダムビルドダイバーズ バトローグ（2020年、マギー）
- 爆丸ジオガンライジング（2021年 - 2022年、アジット[56]、スタードクス[57]）
- 爆丸エボリューションズ（2022年 - 2023年、アジット[58]、アポリオン）
- ロマンティック・キラー（2022年、姫矢）
- 爆丸レジェンズ（2023年、アジット[59]）
- ガンダムビルドメタバース（2023年、マギー）

### ゲーム
2009年
- Bloody Call（???）

2010年
- CLOCK ZERO 〜終焉の一秒〜

2011年
- unENDing Bloody Call（???）
- 華鬼 〜恋い初める刻 永久の印〜（選定委員）
- FAIRY TAIL PORTABLE GUILD2（アバター男D）

2012年
- 機動戦士ガンダムSEED BATTLE DESTINY（カスタムパイロット）

2013年
- 剣が君（徳川家光）
- Double Score 〜Cosmos×Camellia〜（周防弐皇）
- ダンジョントラベラーズ2 王立図書館とマモノの封印（フリード・アインハルト）
- ダンボール戦機ウォーズ（有馬トオル）
- ボーイフレンド（仮）（宮ノ越涼太）
- マブラヴ オルタネイティヴ トータル・イクリプス（山本伍長）
- 明治東亰恋伽
- 遊☆戯☆王ゼアル 激突!デュエルカーニバル!（等々力孝）

2014年
- 狼カレシと内緒のスキャンダル（立花響）
- テイルズ オブ リンク（バドラー）

2015年
- 剣が君 for V（徳川家光）
- 食戟のソーマ 友情と絆の一皿（伊武崎峻）
- 刀剣乱舞 ONLINE（後藤藤四郎）
- プリンス・オブ・ストライド（永福武志、碓氷光）
- 夢王国と眠れる100人の王子様（シュティマ、トール）

2016年
- 赤い砂堕ちる月（永祥）
- 茜さすセカイでキミと詠う（伊能忠敬）
- イケメン革命 アリスと恋の魔法（セス）
- 一血卍傑-ONLINE-（オオクニヌシ）
- VIIDOG CODE -ヴィドッグ・コード-（間宮瑠衣）
- クイズRPG 魔法使いと黒猫のウィズ（ライオット）
- シノビナイトメア（イオリ）
- ハイキュー!! Cross team match!（木葉秋紀）
- バンドやろうぜ!（リュウセイ）
- モンスターストライク（2016年 - 2024年、坂本龍馬MV、ぴえヨン）

2017年
- 双星の陰陽師（額塚篤）
- ダンジョントラベラーズ2-2 闇堕ちの乙女とはじまりの書（フリード・アインハルト）
- スーパードラゴンボールヒーローズ（アラク）
- RXN -雷神-（橘花ライト）

2018年
- アイ★チュウ（速水剛）
- 斉木楠雄のΨ難 妄想暴走 Ψキックバトル（高橋）
- アトリエオンライン 〜ブレセイルの錬金術士〜（ローズヒップ）
- 乙女剣武蔵（坂本龍馬）
- ゴッドイーター レゾナントオプス（ウィリアム・レオンハルト・クラウスナー）

2019年
- JUMP FORCE（アバターボイス）
- スーパードラゴンボールヒーローズ ワールドミッション（アラク）
- SDガンダム GGENERATION（2019年 - 2025年、ノルバ・シノ） - 2作品

2020年
- 龍が如く7 光と闇の行方（荒川真澄〈少年時代〉）
- オランピアソワレ（刈稲）
- 白猫プロジェクト（ピラウ）
- キャプテン翼 RISE OF NEW CHAMPIONS（反町一樹、石田鉄男、三橋祥平）
- 真・女神転生III NOCTURNE HD REMASTER（ガラクタ集めのマネカタ）
- エピックセブン（リコリス）

2021年
- 機動戦士ガンダム エクストリームバーサス2（2021年 - 2025年、ノルバ・シノ） - 3作品
- スーパーロボット大戦30（ノルバ・シノ） - DLC追加キャラクター

2022年
- 機動戦士ガンダム アーセナルベース（ノルバ・シノ）
- SDガンダム バトルアライアンス（ノルバ・シノ）
- 機動戦士ガンダム 鉄血のオルフェンズG（ノルバ・シノ）

2023年
- CARAVAN STORIES（ぴえヨン）

2024年
- モンソニ!（2024年 - 2025年、坂本龍馬）
- メタファー:リファンタジオ（グローデル）
- ロマンシング サガ2 リベンジオブザセブン（ジェイムズ）
- 共闘ことばRPG コトダマン（ぴえヨン）

### ドラマCD
- ALIVE（ツキウタプロジェクト）〜SOARA〜（宗像廉）
- 噂屋（坪倉大介）
- 「機動戦士ガンダム 鉄血のオルフェンズ」EPISODE DRAMA（2017年、ノルバ・シノ[86]）
- 紅炎のソレンティア 白銀のティアラ（男子生徒X）
- 紅茶王子（日曜大工研究会会員 他）※桜の花の紅茶王子 第4巻ドラマCD付初回限定版
- サムライドライブ
- 地獄堂霊界通信（男子生徒）※コミックス第6巻ドラマCD付き特装版
- Starry☆Sky 〜in Winter〜 星的大掃除浪漫譚
- 07-GHOST
- 長州ファイブ
- ドラマCD 仮面ライダー剣 -切り札の行方-（睦月の後輩）
- なまコイ（男子学生B）
- 白銀のデザイア（水月ハル）
- 日々蝶々（男子生徒）※『マーガレット』2014年24号・2015年1号付録
- 百器徒然袋 雨 〜鳴釜〜 薔薇十字探偵の憂鬱（鳥口守彦）
- ビーンズ王国 ドラマCD 秘密のロイヤル・プリンス（フレデリック）
- Bloody Call ドラマCD・I〜NEDE編〜（???）
- ヘタリア=ファンタジア（プレイヤー）
- マンガで分かる心療内科（その他男性）※単行本7巻初回特典ドラマCD
- ライアー×ライアー（吉井[87]）※コミックス4巻特装版付属CD
- ランドリオール ドラマCD クレシェンドマリオン（傭兵B）
- 歴sing♪〜セカンド・シーズンにゃあ!〜（野中D）
- スタミュ ファーストドラマCD ☆☆永遠★STAGE☆☆（天花寺をおいかける広報部）

### BLCD
- アワーハウスラブトラブル（鬼寅馨）
- 院内感染（若い医師）
- インモラル・トライアングル Case3.オフィストライアングル（灰谷縁）
- 俺と上司の恋の話（兵藤、古谷誠一郎〈青年〉[88]）
- 海辺のエトランゼ（橋本駿[89]）
- 恋とはバカであることだ（萩原秋）
- 女王と仕立て屋（城野大海）
- 二重螺旋6 業火顕乱（篠宮零）
- 白衣の悪魔に愛されちゃう?（屋島）
- バニラリゾート（重里[90]）
- 春風のエトランゼ1（橋本駿）
- 春風のエトランゼ2 限定版CD付（橋本駿）
- 蛇喰い鳥（二条の友人）
- ミスターコンビニエンス（南原竜司）
- 両想いなんて冗談じゃない!!（宇田）
- リンクス -Links-（新発田諒）

### ラジオドラマ
- ラジオNIKKEI 『ソーシャルメディアマーケター美咲』
- ラジオ関西『マギカルト』『マギカルト芸術祭編』（月宮セイヤ）[91]

### 吹き替え

#### 映画
- アナーキー（クロートン〈アントン・イェルチン〉）
- ステイ・フレンズ（クインシー）
- ステップ・アップ5: アルティメット（ムース）
- ソウル・サーファー（ブランドン）
- バック・トゥ・ザ・フューチャー（若者5）※BSジャパン版

#### ドラマ
- ALPHAS/アルファズ
- コンテイジョン（アンドリュー）
- ザ・ワーズ 盗まれた人生（若者、ドアマン）
- シークレット・サークル（ニック）
- 西海岸捜査ファイル グレイスランド（グスティ・“ヴィン”・カデ・ペンディット）
- HAWAII FIVE-0 S5 #15
- マリブ・レスキューチーム: ザ・シリーズ（ブロディ）
- マリブ・レスキューチーム: ネクストウェーブ（ブロディ）

#### アニメ
- おちゃめなシモン（お父さん、おじいちゃん）
- 百妖譜（郎さん〈青年〉）

### デジタルコミック
- VOMIC スターダスト★ウインク（2011年、榎本）
- J:COM オン デマンド・ビデオパス モーションコミック 高校デビュー（2013年、朝丘）
- J:COM オン デマンド・ビデオパス モーションコミック ひるなかの流星（2014年、獅子尾五月）
- J:COM オン デマンド・ビデオパス モーションコミック ハツカレ（2014年、ハシモト）
- J:COM オン デマンド・ビデオパス モーションコミック ちとせetc.（2014年、古谷幸翔）
- VOMIC 火ノ丸相撲（2015年、小関信也[92]）
- だんな様はひろゆき（2022年[93]、ひろゆき）
- カタギモドシ（2022年、相沢[94]）
- まるくん ～はたらくマルチーズ～（2024年、店長（吉田）[95]）

### ラジオ
※はインターネット配信。
- イケレボ生ラジオ★秘密のティーパーティ（2016年 - 、ニコニコ生放送※）

### CM
- アメリカンホームダイレクト
- NTT東日本
- GREE
- タニタ
- バイク王
- 任天堂・ポケモン モンコレバトルステージプラスNEO

### ナレーション
- ガンプラ30周年特別番組 ガンプラビルダーズ ガンプラ作ろう!!（2010年8月15日、BS11）
- 青春高校3年C組（2018年 - 、テレビ東京）

### テレビドラマ
- ファイナルファンタジーXIV 光のお父さん（2017年4月、毎日放送） - せろの声

### その他コンテンツ
- モバイルRPGサイト『君に降る恋物語』（2008年、嵯峨崎颯人）
- アプリ『みみキス For Woman』（2011年[96]）
- アプリ『シチュカレ いいなりカレシ』（2016年、純[97][98]）
- リアル宝探し 〜風魔からの挑戦〜 in 小田原（2017年）
- 神酒ノ尊-ミキノミコト-（2018年、想天坊 [99]）
- 人狼バトル〜人狼VSスパイ〜（2018年）

## ディスコグラフィ

### キャラクターソング
| 発売日   | タイトル                                                                      | 歌 | 楽曲                                                                         | 備考                                                                     |
| 2014年   | 2014年                                                                        | 2014年 | 2014年                                                                       | 2014年                                                                   |
| -------- | ----------------------------------------------------------------------------- | --- | ---------------------------------------------------------------------------- | ------------------------------------------------------------------------ |
| 11月26日 | 健全ロボ ダイミダラー BD・DVD第5巻特典CD                                      | ペンギンコマンド | 「ペンギン☆グルーミング」                                                    | テレビアニメ『健全ロボ ダイミダラー』関連曲                              |
| 2015年   |                                                                               | |                                                                              |                                                                          |
| 7月8日   | B地区戦隊SOX                                                                  | SOX | 「B地区戦隊SOX」                                                             | テレビアニメ『下ネタという概念が存在しない退屈な世界』オープニングテーマ |
| 8月5日   | ボーイフレンド（仮）キャラクターCDシリーズ vol.4 桜沢瑠風&宮ノ越涼太&芳屋直景 | 宮ノ越涼太（村田太志） | 「Run to You」                                                               | ゲーム『ボーイフレンド（仮）』関連曲                                     |
| 8月28日  | ALIVE Side.S Vol.3                                                            | SOARA | 「マクガフィン」                                                             | キャラクターCD『ALIVE』シリーズ関連曲                                    |
| 11月27日 | ALIVE Side.S Vol.4                                                            | SOARA | 「さまよい星」 「S.O.A.R.A」                                                 | キャラクターCD『ALIVE』シリーズ関連曲                                    |
| 2016年   |                                                                               | |                                                                              |                                                                          |
| 2月10日  | ボーイフレンド（仮）キャラクターソングアルバム vol.1                          | 桜沢瑠風（代永翼）、宮ノ越涼太（村田太志）、芳屋直景（花江夏樹） | 「Message for you !!」                                                       | ゲーム『ボーイフレンド（仮）』関連曲                                     |
| 5月27日  | ALIVE SOARA 花鳥風月「花」編                                                  | SOARA | 「アイノハナ」                                                               | キャラクターCD『ALIVE』シリーズ関連曲                                    |
| 6月24日  | ALIVE SOARA 花鳥風月「鳥」編                                                  | SOARA | 「LAPIS BLUE」                                                               | キャラクターCD『ALIVE』シリーズ関連曲                                    |
| 9月16日  | ALIVE SOARA 花鳥風月「風」編                                                  | SOARA | 「そよかぜの唄」                                                             | キャラクターCD『ALIVE』シリーズ関連曲                                    |
| 11月25日 | ALIVE SOARA 花鳥風月「月」編                                                  | SOARA | 「三日月ファンタジー」                                                       | キャラクターCD『ALIVE』シリーズ関連曲                                    |
| 2017年   |                                                                               | |                                                                              |                                                                          |
| 3月24日  | ALIVE SOARA ユニットソング「Wonder Wand」                                     | SOARA | 「Wonder Wand」                                                              | キャラクターCD『ALIVE』シリーズ関連曲                                    |
| 8月25日  | ALIVE X Lied vol.4 廉・望&衛                                                  | 宗像廉（村田太志）、七瀬望（沢城千春） | 「With U」                                                                   | キャラクターCD『ALIVE』シリーズ関連曲                                    |
| 10月13日 | エリアル -ALIEL-                                                              | SOARA | 「エリアル -ALIEL-」                                                         | テレビアニメ『TSUKIPRO THE ANIMATION』主題歌                             |
| 12月22日 | TSUKIPRO THE ANIMATION BD・DVD第1巻特典CD                                     | SOARA | 「FRIEND」                                                                   | テレビアニメ『TSUKIPRO THE ANIMATION』エンディングテーマ                 |
| 2018年   |                                                                               | |                                                                              |                                                                          |
| 1月24日  | ボーイフレンド（仮）プロジェクト ミュージックアルバム 藤城学園 #02            | 若桜先生と部活男子 | 「溜息の保健室」                                                             | ゲーム『ボーイフレンド（仮）きらめき☆ノート』関連曲                      |
| 2月21日  | 続『刀剣乱舞-花丸-』歌詠集 其の七                                             | 前田藤四郎（入江玲於奈）、鯰尾藤四郎（斉藤壮馬）、薬研藤四郎（山下誠一郎）、五虎退（粕谷雄太）、秋田藤四郎（山谷祥生）、乱藤四郎（山本和臣）、平野藤四郎（浅利遼太）、骨喰藤四郎（鈴木裕斗）、厚藤四郎（山下大輝）、博多藤四郎（大須賀純）、一期一振（田丸篤志）、後藤藤四郎（村田太志）、信濃藤四郎（小林裕介）、包丁藤四郎（宮田幸季） | 「鈴生り時にて」                                                             | テレビアニメ『続 刀剣乱舞-花丸-』エンディングテーマ                      |
| 2月23日  | TSUKIPRO THE ANIMATION BD・DVD第3巻特典CD                                     | SOARA | 「スタートライン 〜Boys, Be Mighty〜」                                       | テレビアニメ『TSUKIPRO THE ANIMATION』エンディングテーマ                 |
| 3月14日  | 続『刀剣乱舞-花丸-』歌詠集 其の十                                             | 大和守安定（市来光弘）、加州清光（増田俊樹）、太鼓鐘貞宗（髙橋孝治）、不動行光（阪口大助）、小烏丸（保志総一朗）、大典太光世（浪川大輔）、ソハヤノツルキ（浅利遼太）、後藤藤四郎（村田太志） | 「花丸印の日のもとで ver.10」                                                | テレビアニメ『続 刀剣乱舞-花丸-』オープニングテーマ                      |
| 4月27日  | TSUKIPRO THE ANIMATION BD・DVD第5巻特典CD                                     | SOARA | 「未来への贈り物」                                                           | テレビアニメ『TSUKIPRO THE ANIMATION』エンディングテーマ                 |
| 6月15日  | TSUKIPRO THE ANIMATION BD・DVD第7巻特典CD                                     | SOARA、Growth、SolidS、QUELL | 「Dear Dreamer,」                                                            | テレビアニメ『TSUKIPRO THE ANIMATION』エンディングテーマ                 |
| 7月27日  | ALIVE SOARA RE:START シリーズ2                                                | 神楽坂宗司（古川慎）、宗像廉（村田太志）、七瀬望（沢城千春） | 「ラウンドアバウト」                                                         | キャラクターCD『ALIVE』関連曲                                            |
| 8月22日  | アイ★チュウ Nice to Meet You! 〜We are MG9!〜                                 | MG9 | 「Nice to Meet You! 〜We are MG9〜」 「EXTRA SUMMER 〜Guys Be Ambitious!〜」 | ゲーム『アイ★チュウ』関連曲                                              |
| 9月28日  | ALIVE SOARA RE:START シリーズ3                                                | SOARA | 「LIFE IS AMAZING」                                                          | キャラクターCD『ALIVE』関連曲                                            |
| 2019年   |                                                                               | |                                                                              |                                                                          |
| 1月25日  | ALIVE SOARA RE:START シリーズ5                                                | 大原空（豊永利行）、宗像廉（村田太志）、七瀬望（沢城千春） | 「ねてないピエロ」                                                           | キャラクターCD『ALIVE』関連曲                                            |
| 3月29日  | ALIVE SOARA RE:START シリーズ6                                                | SOARA | 「幸せのプロローグ」                                                         | キャラクターCD『ALIVE』関連曲                                            |
| 7月26日  | ALIVE「CARDS」シリーズ 1巻「CLUB」                                            | SOARA | 「三つ葉のクローバー」 「ライバル」                                          | キャラクターCD『ALIVE』関連曲                                            |
| 2020年   |                                                                               | |                                                                              |                                                                          |
| 8月28日  | Dear Dreamer, ver.SOARA                                                       | SOARA | 「Dear Dreamer,」                                                            | テレビアニメ『TSUKIPRO THE ANIMATION』関連曲                             |
| 2021年   |                                                                               | |                                                                              |                                                                          |
| 5月28日  | ALIVE「CARDS」シリーズ 3巻 SOARA「HEART」                                     | SOARA | 「ハートライン」 「心気楼」                                                  | キャラクターCD『ALIVE』関連曲                                            |
| 7月9日   | Gonna Be Alright                                                              | SOARA | 「Gonna Be Alright」                                                         | テレビアニメ『TSUKIPRO THE ANIMATION 2』主題歌                           |
| 10月29日 | TSUKIPRO THE ANIMATION2 BD・DVD第1巻特典CD                                    | SOARA | 「LET IT BE」                                                                | テレビアニメ『TSUKIPRO THE ANIMATION2』エンディングテーマ                |
| 12月24日 | TSUKIPRO THE ANIMATION2 BD・DVD第3巻特典CD                                    | 大原空（豊永利行）、宗像廉（村田太志）、七瀬望（沢城千春）、世良里津花（花江夏樹）、村瀬大（梅原裕一郎）、和泉柊羽（武内駿輔）、堀宮英知（西山宏太朗） | 「神解けに当たる時」                                                         | テレビアニメ『TSUKIPRO THE ANIMATION2』エンディングテーマ                |
| 2022年   |                                                                               | |                                                                              |                                                                          |
| 2月25日  | TSUKIPRO THE ANIMATION2 BD・DVD第5巻特典CD                                    | SOARA | 「ひみつのトレジャー」                                                       | テレビアニメ『TSUKIPRO THE ANIMATION2』エンディングテーマ                |
| 2023年   |                                                                               | |                                                                              |                                                                          |
| 7月5日   | 【推しの子】 キャラクターソングCD Vol.3                                       | ぴえヨン（村田太志） | 「ぴえヨンブートダンス」                                                     | テレビアニメ『【推しの子】』挿入歌                                       |

### シリーズ一覧
1. ↑  第1期（2011年 - 2012年）、第2期『II』（2012年）
2. ↑  第1期（2012年）、第2期『2nd』（2015年）
3. ↑  第1期（2012年）、第2期（2014年 - 2016年）
4. ↑  第1期（2013年）、第2期（2014年）
5. ↑  第1期（2013年 - 2015年）、第2期『SECOND SEASON』（2015年 - 2016年）、第3期『actII』（2019年 - 2020年）
6. ↑  第1期（2013年）、第2期『2』（2015年）、第3期『3』（2015年）
7. ↑  第1シリーズ（2013年 - 2014年）、第2シリーズ（2014年 - 2015年）、第3シリーズ『円卓崩壊』（2021年）
8. ↑  第1クール（2014年）、第2クール（2015年）
9. ↑  第1シリーズ（2014年）、第2シリーズ（2015年）
10. ↑  第1期（2015年 - 2016年）、第2期（2016年 - 2017年）
11. ↑  第1期（2015年）、第2期『弐ノ皿』（2016年）、第3期前半『餐ノ皿』（2017年）、第3期後半『餐ノ皿 遠月列車篇』（2018年）、第4期『神ノ皿』（2019年）、第5期『豪ノ皿』（2020年）
12. ↑  第2期『セカンドシーズン』（2015年 - 2016年）、第4期『TO THE TOP』第1クール（2020年）、第4期『TO THE TOP』第2クール（2020年）
13. ↑  第1期（2016年）、第2期『2nd』（2016年）
14. ↑  第1期（2016年）、第2期（2018年）
15. ↑  ファーストシーズン（2016年）、セカンドシーズン（2016年）
16. ↑  第1期（2017年）、第2期『烈日の黄金郷』（2022年）
17. ↑  第1期（2017年）、第2期『2』（2021年）
18. ↑  第1期（2018年）、第2期『II』（2024年）
19. ↑  シーズン1（2018年 - 2019年）、シーズン2『ジュニアユース編』（2023年 - 2024年）
20. ↑  第1期（2019年）、第3期（2024年）
21. ↑  第2期『かぐや様は告らせたい？〜天才たちの恋愛頭脳戦〜』（2020年）、第3期『かぐや様は告らせたい-ウルトラロマンティック-』（2022年）
22. ↑  第1クール（2021年）、第2クール（2021年 - 2022年）
23. ↑  第一部（2021年）、第二部（2022年）
24. ↑  Season 1（2024年）、Season 2（2025年）
25. ↑  第1クール（2025年）、第2クール（2025年）
26. ↑  『CROSSRAYS』（2019年）、『ETERNAL』（2025年）
27. ↑  『クロスブースト』（2021年）『オーバーブースト』（2023年）、『インフィニットブースト』（2025年）

### 初出話一覧
1. 1 2 3 4  第3話初出
2. 1 2  第1話初出
3. ↑  第14話初出
4. ↑  第4話初出
5. 1 2  第8話初出
6. ↑  第12話初出
7. ↑  第9話初出
8. ↑  第6話初出

### ユニットメンバー
1. ↑  マイケル（村田太志）、デニス（浅沼晋太郎）、ジェイク（伊藤健太郎）、ジム（保村真）、ネルソン（福島潤）
2. ↑  小林裕介、石上静香、古川慎、村田太志、河西健吾
3. 1 2 3 4 5 6 7 8 9 10 11 12  大原空（豊永利行）、在原守人（小野友樹）、神楽坂宗司（古川慎）、宗像廉（村田太志）、七瀬望（沢城千春）
4. ↑  如月斗真（西田雅一）、宮ノ越涼太（村田太志）、若桜郁人（鳥海浩輔）
5. ↑  衛藤昂輝（土岐隼一）、八重樫剣介（山谷祥生）、桜庭涼太（山下大輝）、藤村衛（寺島惇太）
6. ↑  篁志季（江口拓也）、奥井翼（斉藤壮馬）、世良里津花（花江夏樹）、村瀬大（梅原裕一郎）
7. ↑  和泉柊羽（武内駿輔）、堀宮英知（西山宏太朗）、久我壱星（仲村宗悟）、久我壱流（野上翔）
8. ↑  木崎凛太朗（畠中祐）、如月ましろ（梶原岳人）、速水剛（村田太志）、泡沫アイル（高塚智人）、宗方厚（阿部敦）、荒屋敷純太（藤井弘平）、クリストファー（中澤まさとも）、多加良鬼丸（永田崇人）、UJ（寺島惇太）